# Aselle
Aselle è una città ubicata nell'Etiopia centrale, nella regione di Oromia.
Dista 175 km dalla capitale Addis Abeba ed è servita da un aeroporto (codice IATA: ALK). Aselle fu la capitale della Provincia di Aselle fino alla riforma della Costituzione nel 1995 quando fu creata la nuova Zona di Oromia. Tuttavia, detiene ancora alcuni poteri amministrativi nell'ambito della Zona di Arsi.

## Storia
Il territorio attorno alla città di Aselle fu occupato, nel 1882, da truppe Scioane, nell'ambito della sanguinosa guerra di conquista contro gli aborigeni appartenenti all'etnia degli Arsi Oromo.
La città ebbe grande crescita nel periodo antecedente alla seconda guerra italo-etiopica.
Gli italiani provarono a fare diventare Aselle la capitale della provincia, ma riuscirono a edificare solo un edificio a due piani e qualche magazzino di materiale edile. 
La Sesta Brigata e due compagnie della Quinta Brigata delle King's African Rifles riuscirono a conquistare Aselle, il 10 aprile 1941, dopo aver scacciato il generale Carlo De Simone a sud di Diredaua e aver forzato la loro strada attraverso il fiume Auasc e un trinceramento di truppe fasciste.
Più tardi, in questa città, fu stabilito il quartier generale della medesima Brigata.
Nel 1946, una Missione religiosa svedese gettò le fondamenta, ad Aselle, per la costruzione di una scuola e un nuovo ospedale, il quale fu poi chiuso nel 1966 quando ne fu costruito uno nuovo di proprietà del governo etiope. Sulla città di Aselle, nel 1953, si abbatté una epidemia di dissenteria e una invasione di locuste nel 1961. Nel 1957, la città di Aselle era il punto più a sud della rete telefonica nazionale Etiope; inoltre, sempre nello stesso anno, in città fu inaugurata una succursale della Ethiopian Electric Light and Power Authority.
Aselle è la città natale di numerosi maratoneti e corridori etiopi come Haile Gebrselassie, Kenenisa Bekele, Tirunesh Dibaba e Derartu Tulu.